# Libnotes (Metalibnotes) toxopei
Libnotes (Metalibnotes) toxopei is een tweevleugelige uit de familie steltmuggen (Limoniidae). De soort komt voor in het Australaziatisch gebied.